# Gangsterskie hity
Gangsterskie hity – amerykańska komedia kryminalna z 2005 roku.

## Główne role
- John Fiore - Johnny Slade
- Vincent Curatola - Pan Samantha
- Dolores Sirianni - Charlie Payne
- Richard Portnow - Jerry Kaminski
- Douglas Stevens - Red Peters
- Frank Santorelli - Lou Genova
- Ray Iannicelli - Steve Labonte
- John Tromboli - Al Colletti
- Joseph R. Gannascoli - Abner Hunnicutt
- Dossy Peabody - Agent specjalny O'Donnell
- Richard Snee - Agent specjalny McDonnell
- Lonnie Farmer - Agent specjalny Donaldson
- David Ian - Billy Toole
- Eugene Boles - Tully
- Ken Cheeseman - Victor
- Jennifer Blaire - Angela
- Larry Blamire - Lloyd Dunnigan
- Robert Giardina - Beechwood
- Eric Murray - Dave
- Lynda Roberts - Rebecca Chase
- Paula Plum - Clerk
- Vincent Pastore - Vic

## Fabuła
Johnny Slade śpiewa w nocnych klubach, choć nie ma za grosz talentu. Pewnej nocy w klubie pojawia się tajemniczy pan Samantha, który proponuje mu występy w nowym lokalu The Club. Ale jest jeden warunek: Johnny będzie śpiewał jego teksty. Z czasem Johnny zauważa pewną rozbieżność między tekstami piosenek a nagłówkami gazet na temat mafii. Okazuje się, że to sprawka "mecenasa", który wykorzystuje go do przekazywania swoim ludziom cennych informacji. Johnny postanawia wykorzystać to na swój sposób...